# Manuel Sánchez Monge
Manuel Sánchez Monge (ur. 18 kwietnia 1947 w Fuentes de Nava) – hiszpański duchowny katolicki, biskup Santander w latach 2015-2023.

## Życiorys

### Prezbiterat
Święcenia kapłańskie otrzymał 9 sierpnia 1970 i został inkardynowany do diecezji Palencia. Był m.in. rektorem diecezjalnych seminariów, diecezjalnym delegatem ds. duszpasterstwa rodzin oraz prowikariuszem i wikariuszem generalnym diecezji.

### Episkopat
6 czerwca 2005 papież Benedykt XVI mianował go biskupem ordynariuszem diecezji Mondoñedo-Ferrol. Sakry biskupiej udzielił mu 23 lipca 2005 ówczesny nuncjusz apostolski w Hiszpanii - arcybiskup Manuel Monteiro de Castro.
6 maja 2015 papież Franciszek mianował go biskupem diecezji Santander. Ingres odbył się 30 maja 2015.
31 października 2023 papież Franciszek przyjął jego rezygnację z urzędu biskupa diecezji Santander. 